# Geo (Automarke)

Logo von Geo

Geo ist eine ehemalige US-amerikanische Automobilmarke aus der Zeit von 1988 bis 1998. Im Hause der General Motors Corporation war Geo der Chevrolet Division unterstellt und bis 1991 dem US-Markt vorbehalten.

## Geschichte
Die 1988 ins Leben gerufene Marke Geo vertrieb über die nordamerikanischen Chevrolet-Händler ausschließlich Kleinwagen und Fahrzeuge der unteren Mittelklasse, ab Modelljahr 1989 in den USA, ab 1992 auch in Kanada. Die Marke existierte bis 1997, danach wurden die Modelle als Chevrolet vermarktet. In Kanada betrieb GM als Geo-Gegenstück für die dortigen Pontiac-, Buick- und GMC-Händler von 1993 bis 1995 die Marke Asüna.
Die Geo-Modelle wurden zumeist in Joint Ventures zwischen GM und japanischen Herstellern gefertigt. Der Prizm wurde im gemeinschaftlich von GM und Toyota betriebenen NUMMI-Werk in Kalifornien hergestellt, Metro und Tracker im GM/Suzuki-Werk in Kanada. Spectrum und Storm wurden allerdings bei Isuzu in Japan gebaut.

## Joint-Venture-Übersicht
| Modell   | Partner | Fertiger        | Herstellungsort       |
| -------- | ------- | --------------- | --------------------- |
| Prizm    | Toyota  | NUMMI           | Fremont (Kalifornien) |
| Metro    | Suzuki  | CAMI Automotive | Ingersoll             |
| Tracker  | Suzuki  | CAMI Automotive | Ingersoll             |
| Spectrum | Isuzu   | ISUZU Motors    | Tokio                 |
| Storm    | Isuzu   | ISUZU Motors    | Fujisawa (Kanagawa)   |

## Modelle

### Geo Metro
Als Geo Metro (1988 bis 2001; ab 1998 als Chevrolet Metro) präsentierte GM das erste Modell der neuen Marke als Nachfolger des Chevrolet Sprint. Der drei- und fünftürig erhältliche Kleinwagen wurde vom Cultus (In Europa: Suzuki Swift) abgeleitet. In den USA wurde der Metro als fünftürige „Kombilimousine“ und von 1991 bis 1994 als Cabriolet mit 1,0- und 1,3-Liter-Motoren von Suzuki angeboten. In Kanada gab es daneben eine aus Japan importierte Stufenhecklimousine.
1994 wurde die zweite Generation eingeführt, die auch als Limousine angeboten wurde. Die zweite Metro-Generation basierte auf einer für Nordamerika angepassten Plattform des Suzuki Swift/Cultus mit längerem Radstand und eigenständiger Karosserie. Die Motoren stammten weiterhin von Suzuki. Mit Auslaufen der Marke Geo wurden der Metro ab 1998 als Chevrolet Metro verkauft.
Ein nur in Kanada verkauftes Schwestermodell war der Pontiac Firefly.
In Deutschland wurde der Geo Metro nicht offiziell angeboten, es gab aber das Cabriolet über die Firma Auto-Fox in Mainz als Grauimport.
Das Unternehmen Solectria Corporation mit Sitz in Massachusetts rüstete Exemplare der ersten und zweiten Generation des Geo Metro auf Elektrobetrieb um. Ungefähr 500 Exemplare der Modelljahre 1996 und 1997 wurden auf Elektrobetrieb umgerüstet - die Fahrzeuge wurden von GM ohne Motoren zur Verfügung gestellt. Die umgerüsteten Fahrzeuge mit den Bezeichnungen Solectria Force und Solectria EV verfügten über Drehstrom-Induktionsmotoren und regenerative Bremsen.

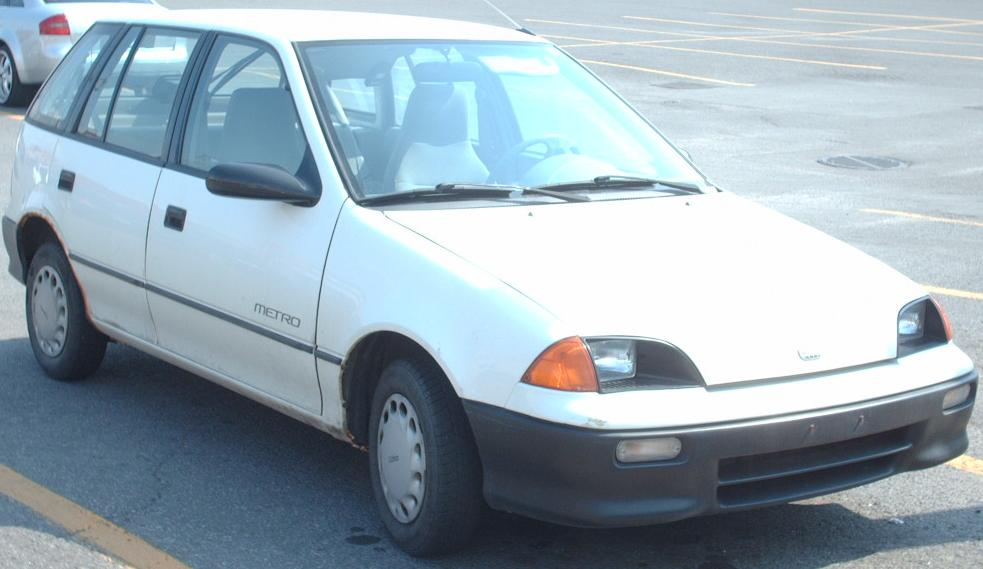
Geo Metro Fünftürer (1988–1994)
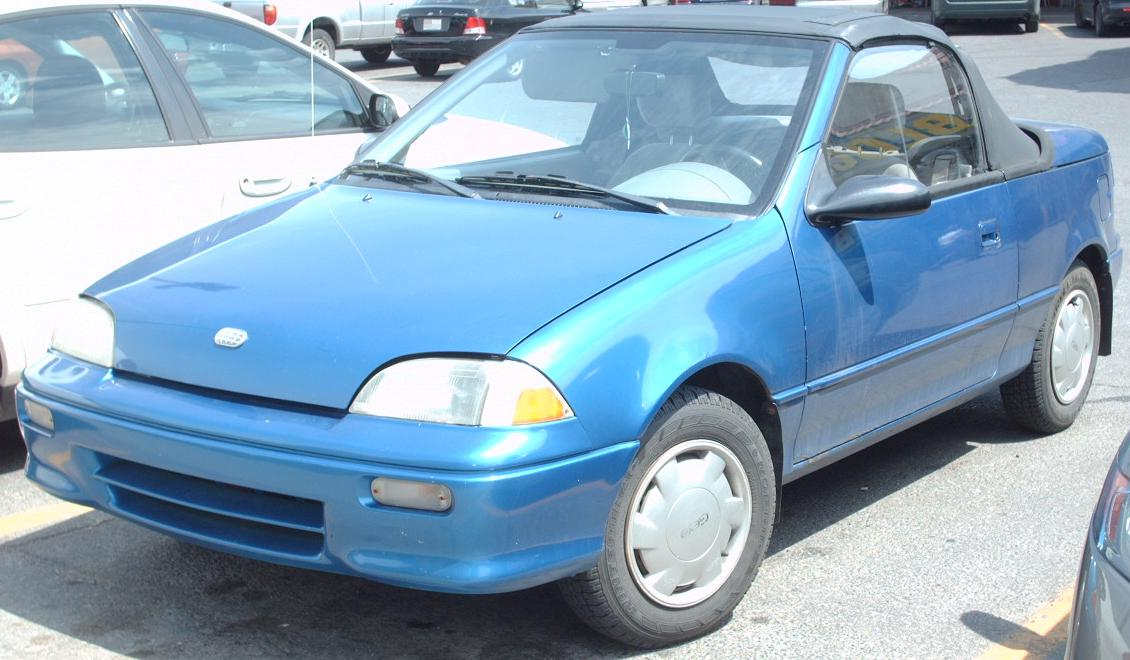
Geo Metro Convertible (1991–1993)
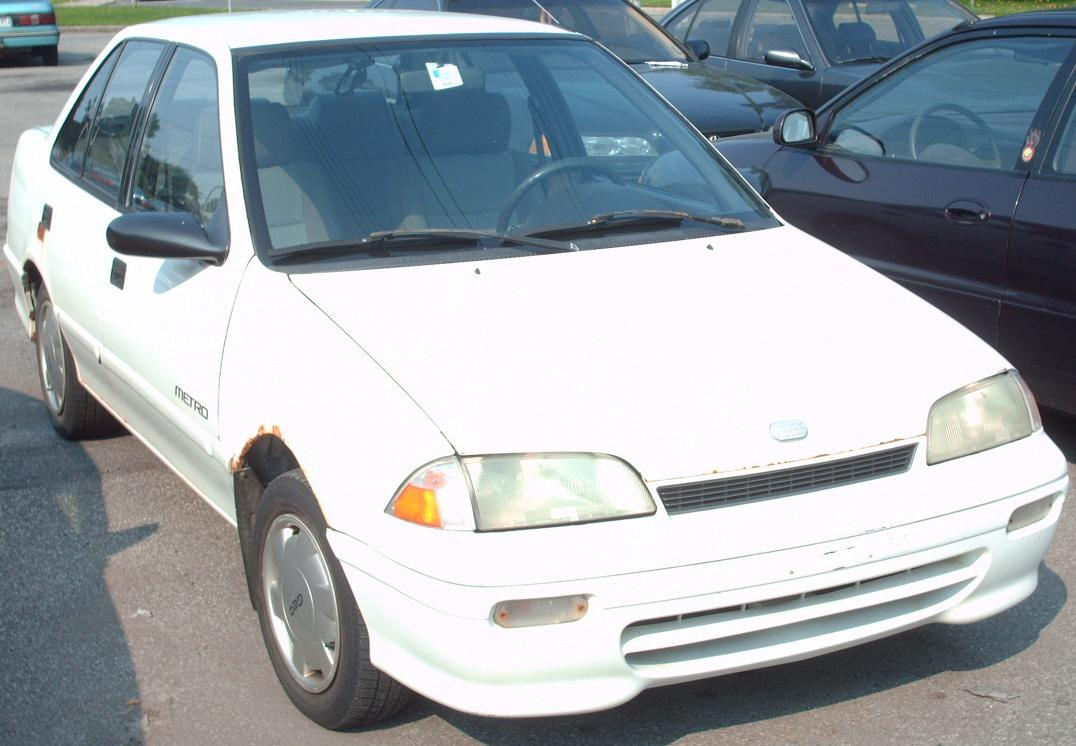
Geo Metro Limousine (1991–1994)
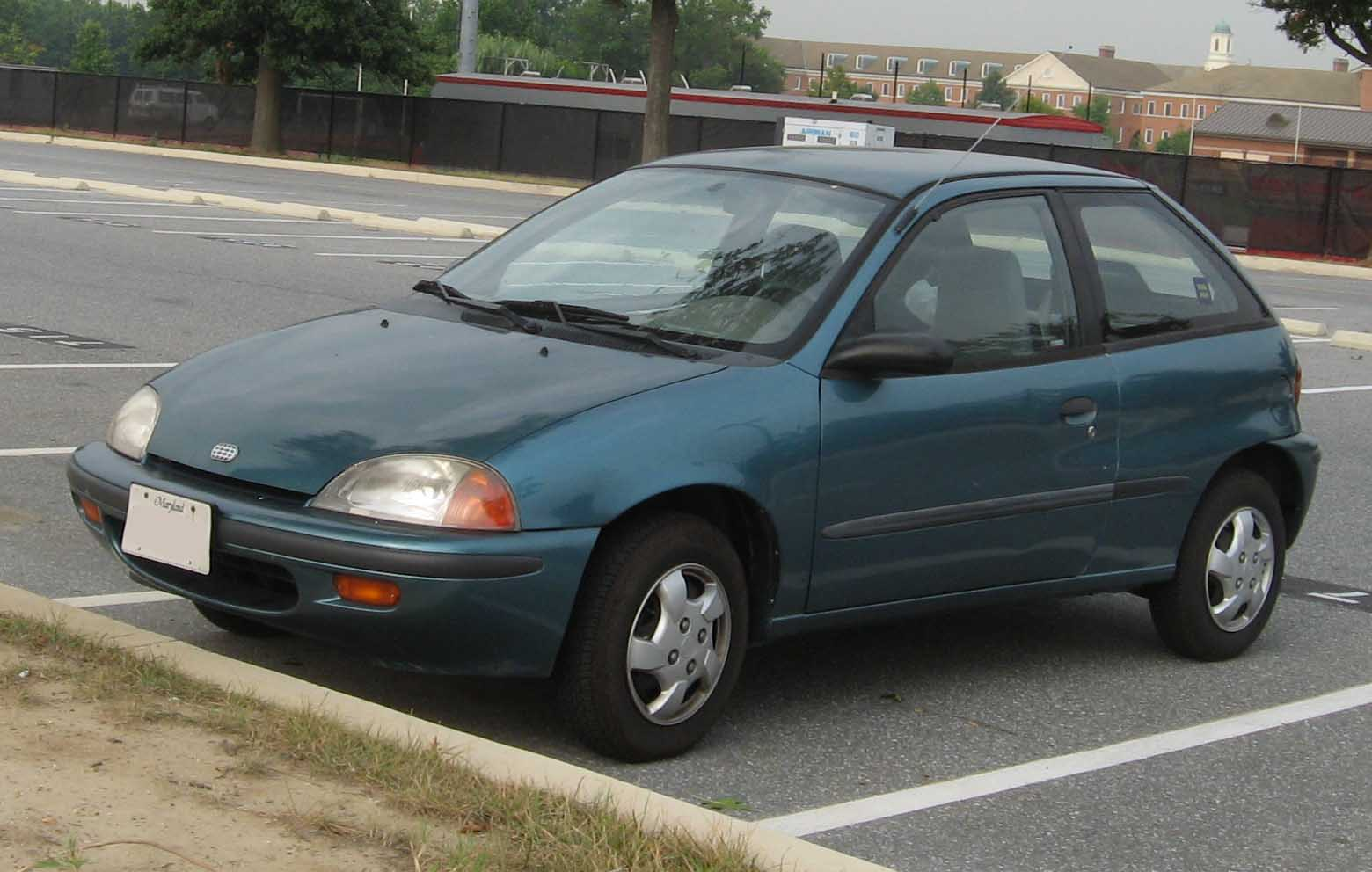
Geo Metro (2. Generation, 1995–1998)
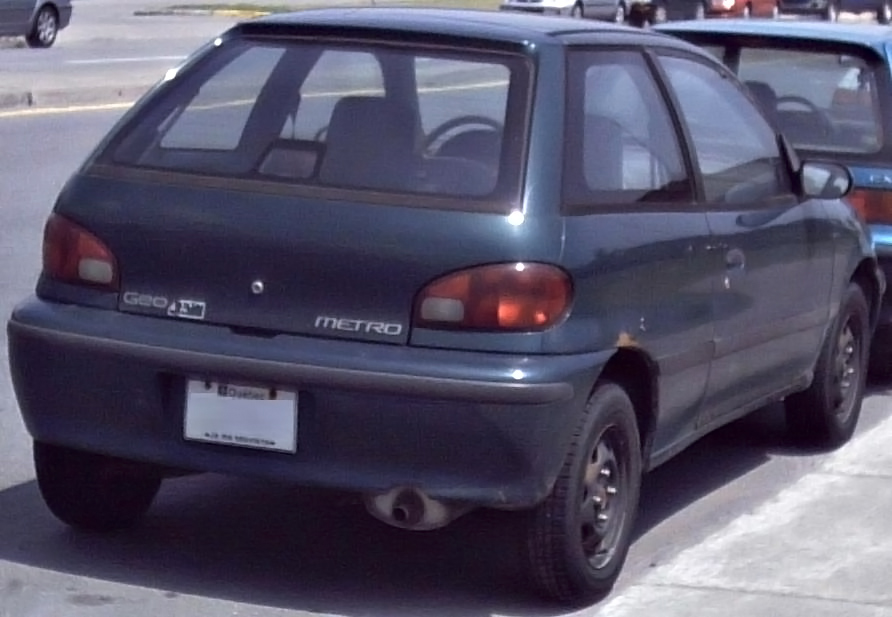
Heckansicht
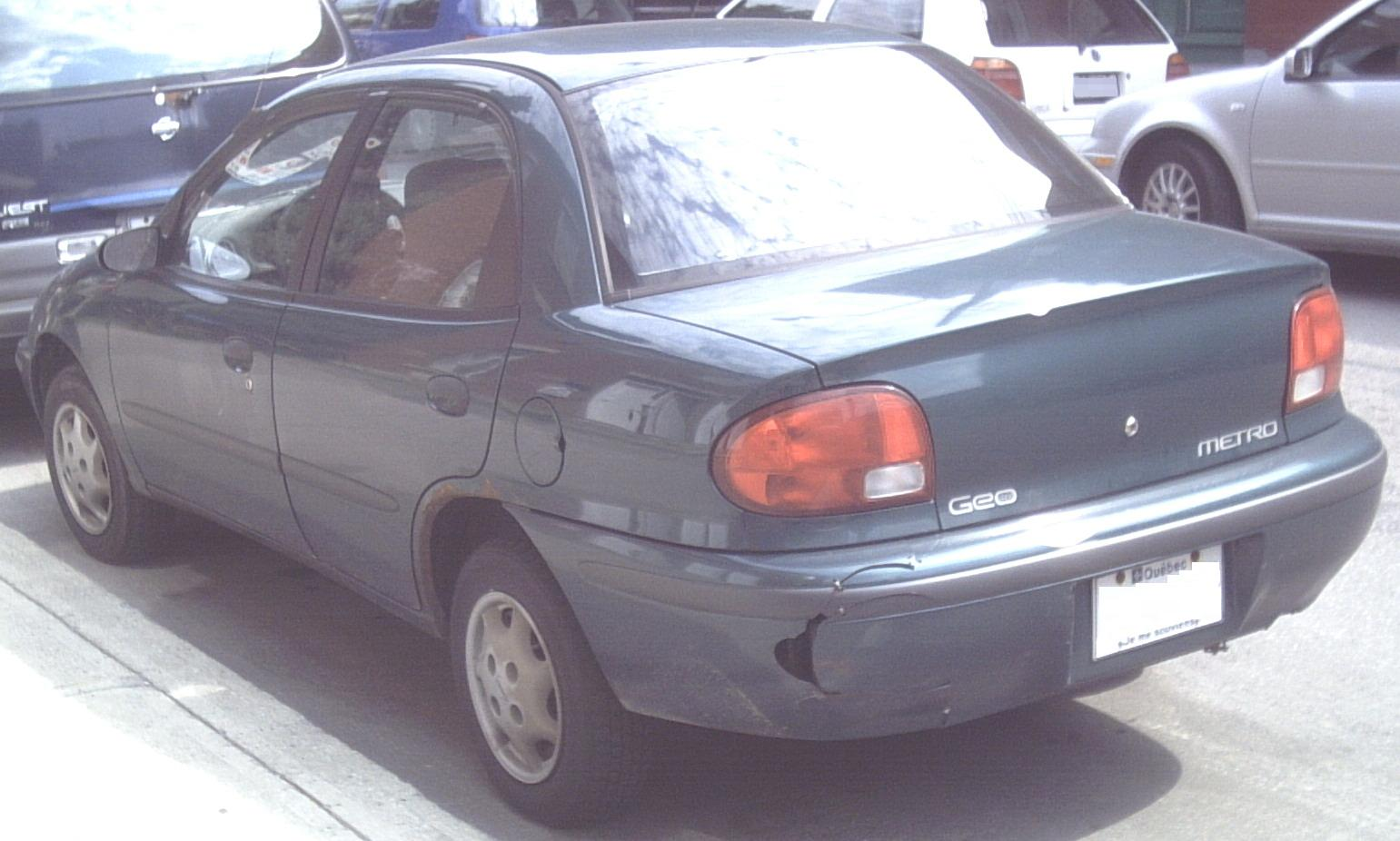
Limousine (Heckansicht)
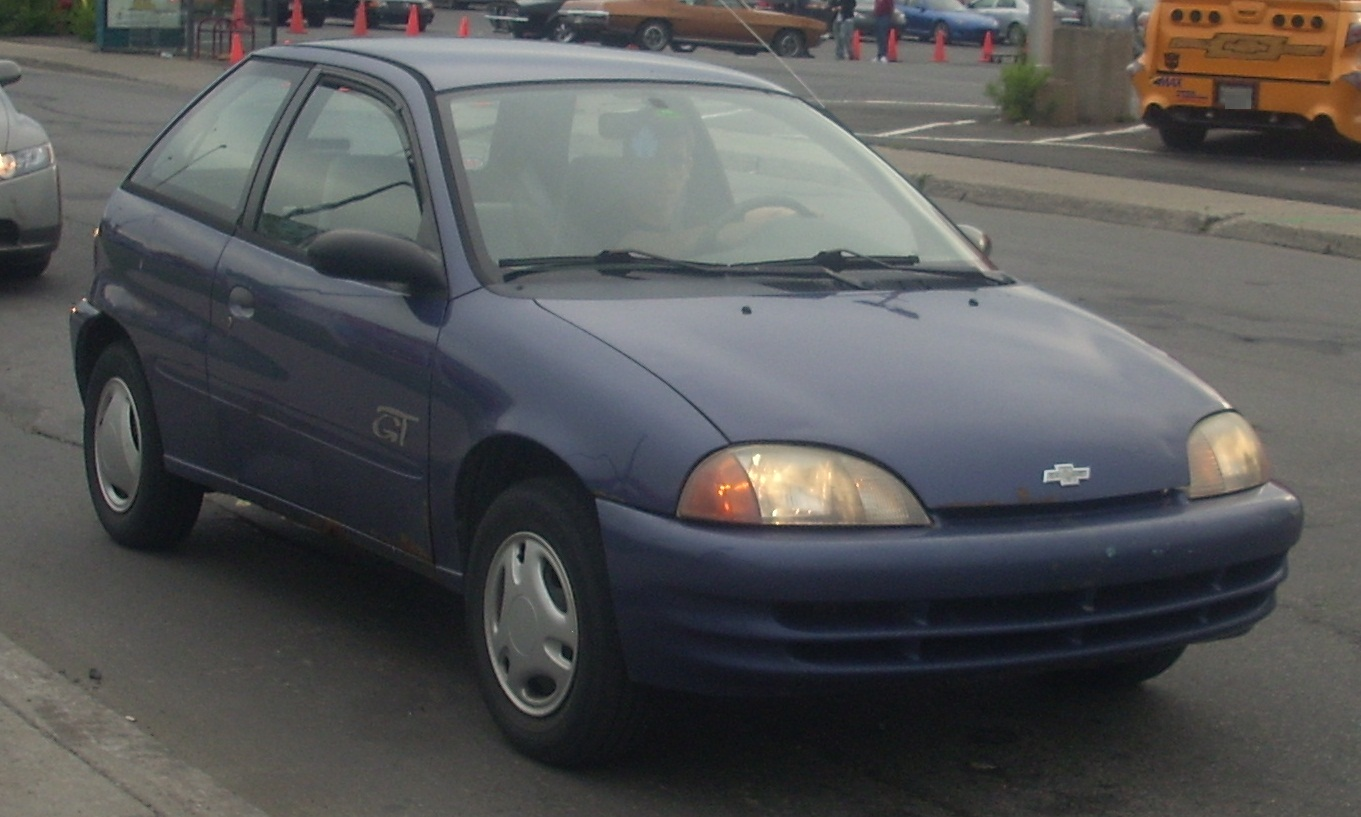
Chevrolet Metro (1998–2001)
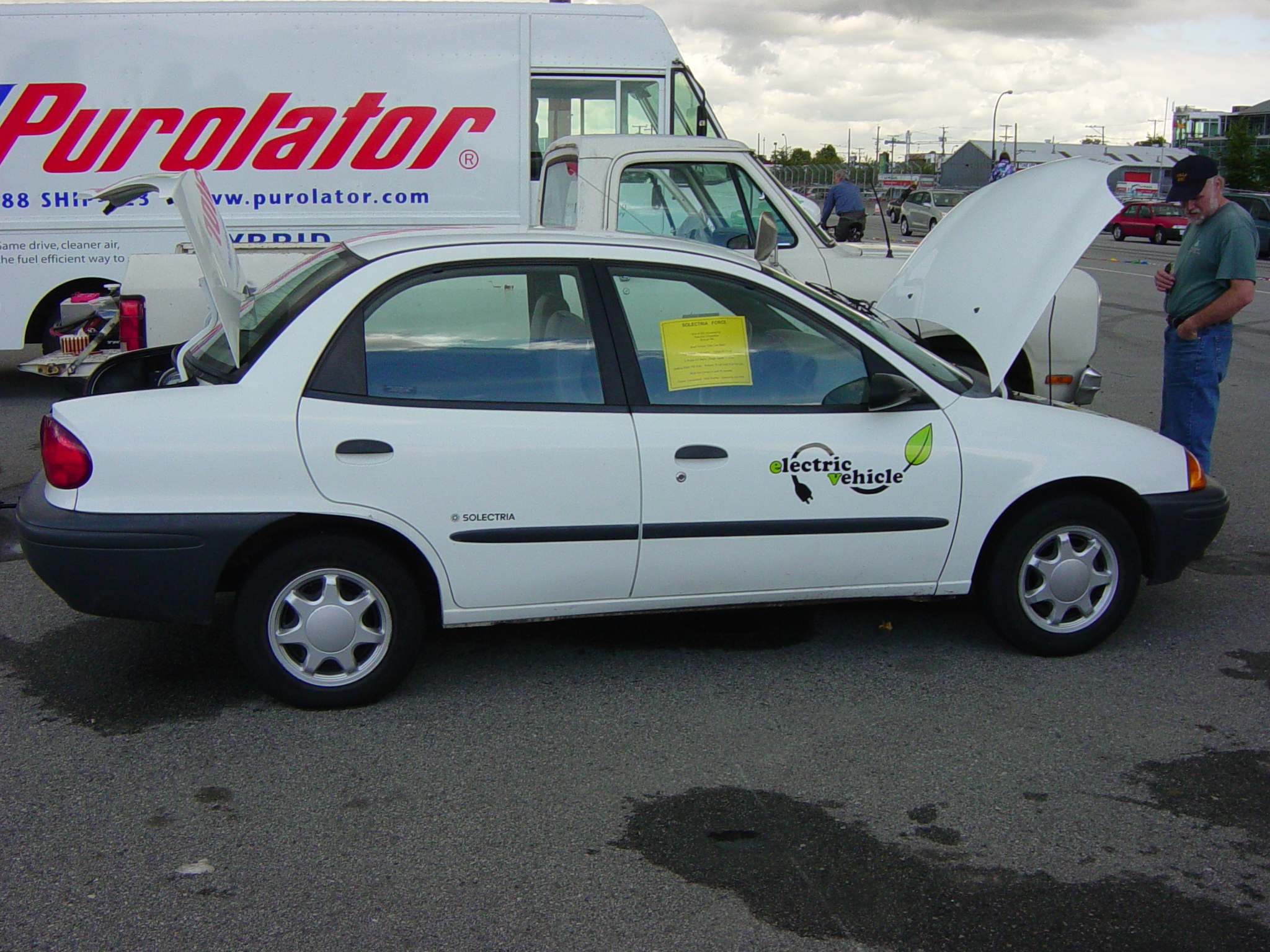
Solectria Force (1996–1997)
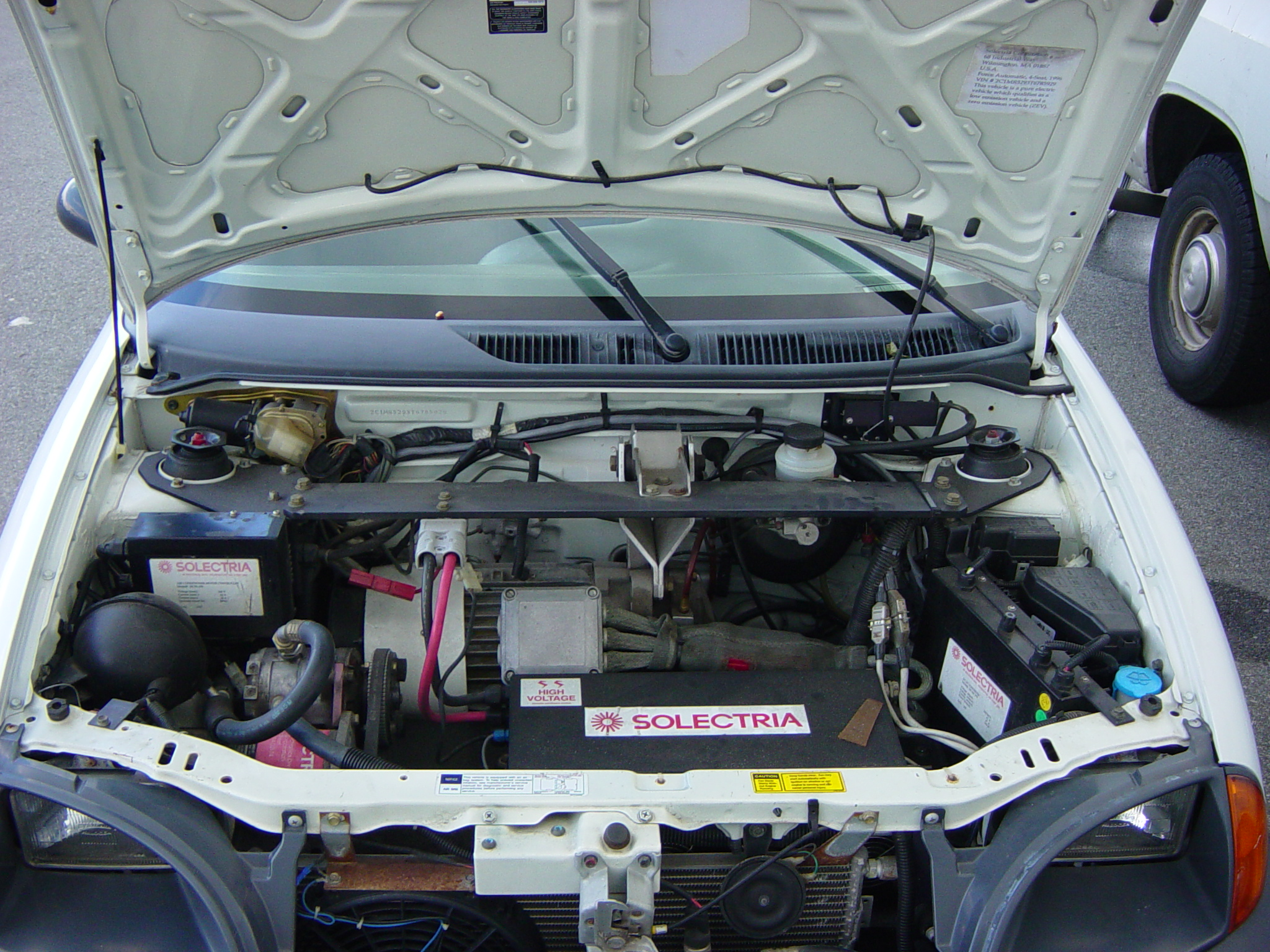
Elektromotor

### Geo Prizm
Als Nachfolger des 1985 bis 1988 ebenfalls bei NUMMI gebauten Chevrolet Nova der 5. Generation (eine Variante des Toyota Corolla E80) vertrieb Geo eine Limousine auf der Basis des Corolla E90. Der Geo Prizm (1988 bis 2002; ab 1998 als Chevrolet Prizm) wurde als viertürige Limousine und (bis 1991) als fünftürige Kombilimousine angeboten. Zur Auswahl standen zwei Motorvarianten mit jeweils 1,6 Liter Hubraum (103/132 PS bzw. 76/97 kW).
Ein neuer Prizm erschien 1992, dieser basierte nun auf dem Corolla E100. Diesmal stand der Prizm mit Motoren von 1,6 Litern Hubraum und 104 PS (76 kW) Leistung oder 1,8 Litern Hubraum und 117 PS (86 kW) Leistung zur Auswahl.
1998 erfolgte ein Modellwechsel auf die Plattform des Corolla E110. Mit dem Auslaufen der Marke Geo wurde der Wagen nun als Chevrolet Prizm verkauft. Es gab ihn nun mit einem 128 PS (94 kW) starken Toyota-Motor mit 1,8 Litern Hubraum.
Die GM-interne Bezeichnung dieser Toyota-Entwicklung war GM S-Plattform; sie wurde auch für den Pontiac Vibe und dessen Schwestermodelle Toyota Voltz/Matrix verwendet.

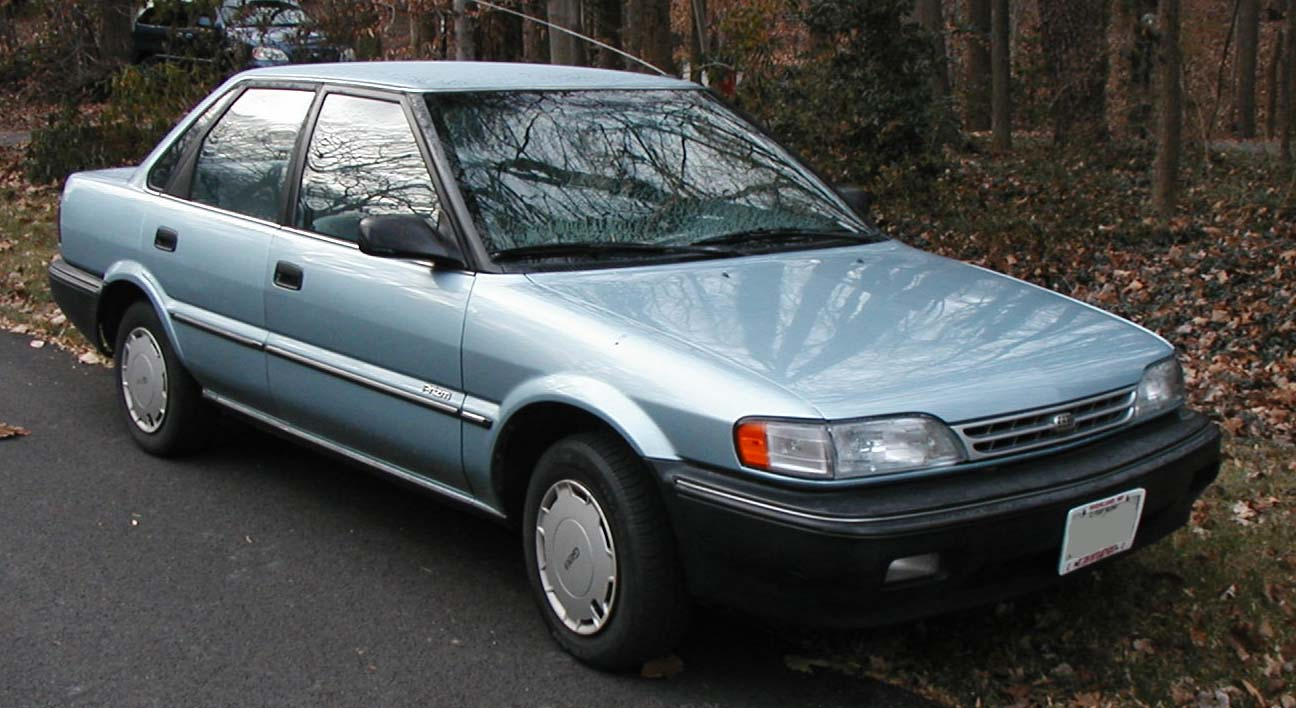
Geo Prizm Limousine (1988–1992)
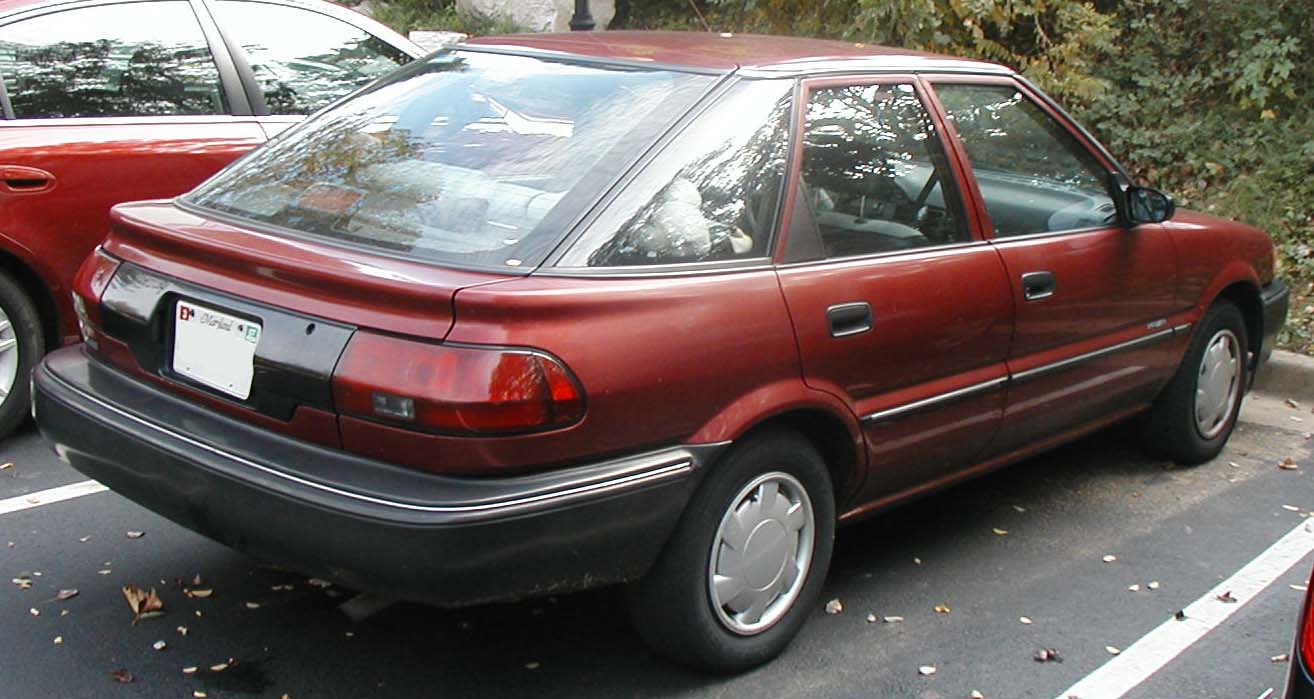
Geo Prizm Kombilimousine (1988–1991)
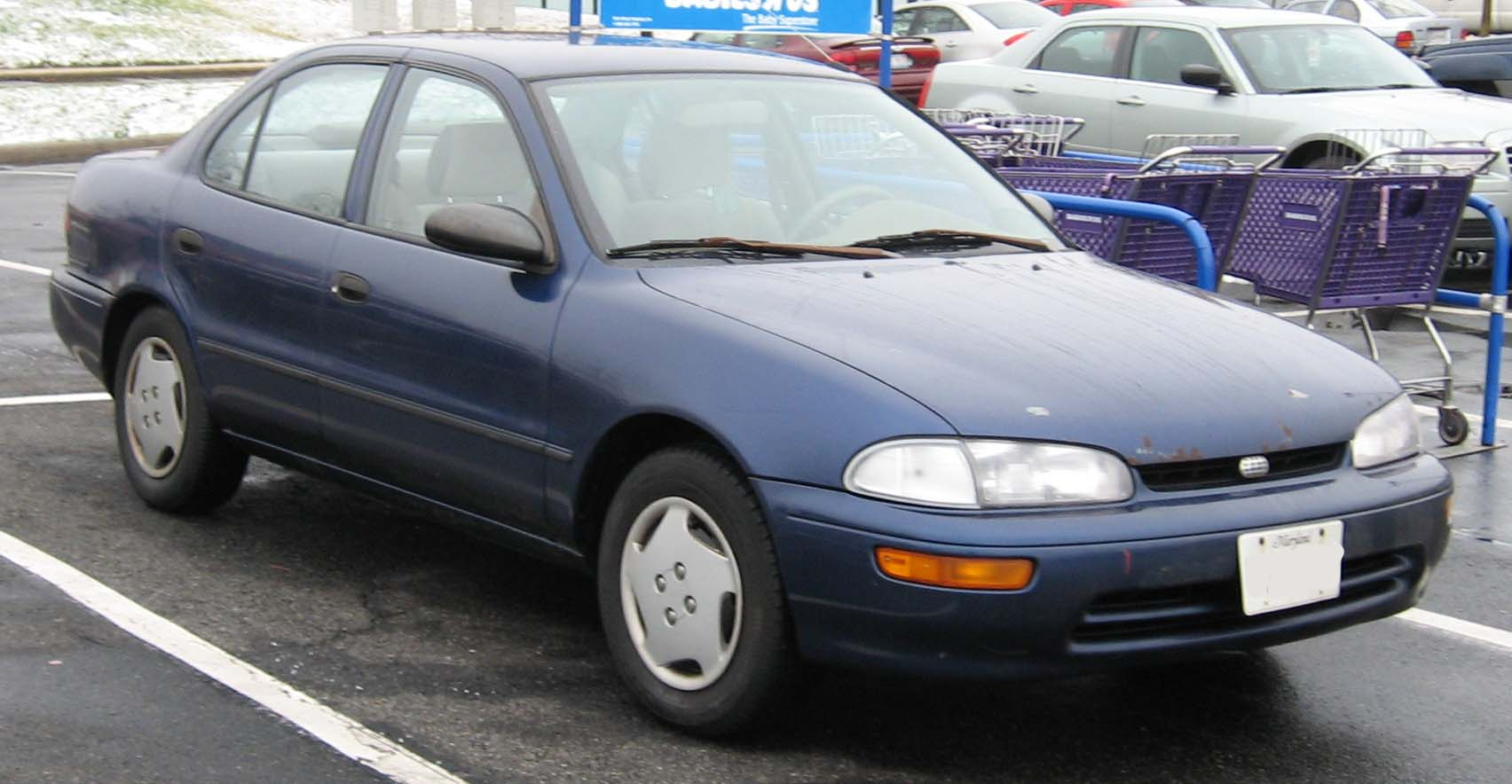
Geo Prizm Limousine (1992–1998)
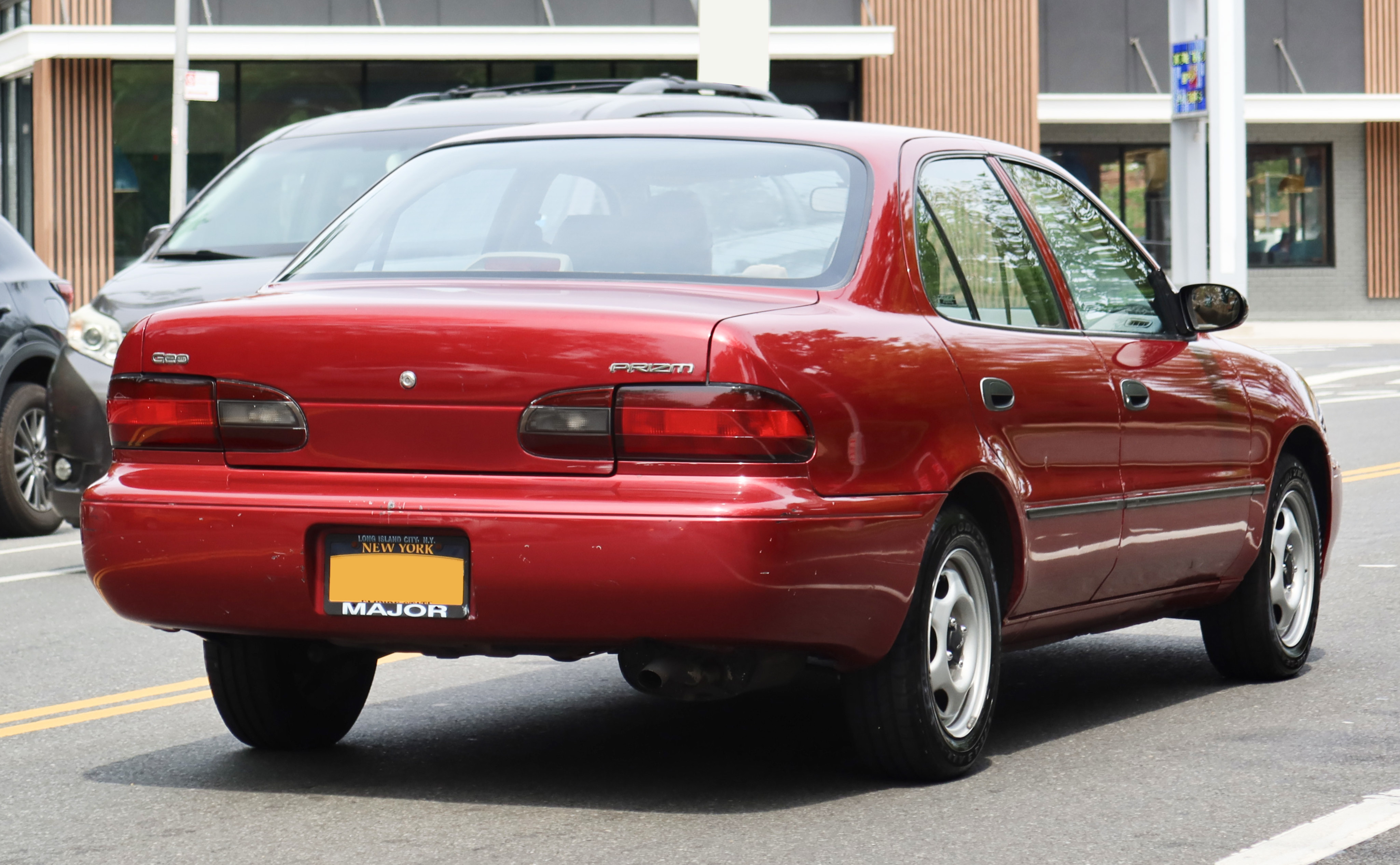
Heckansicht
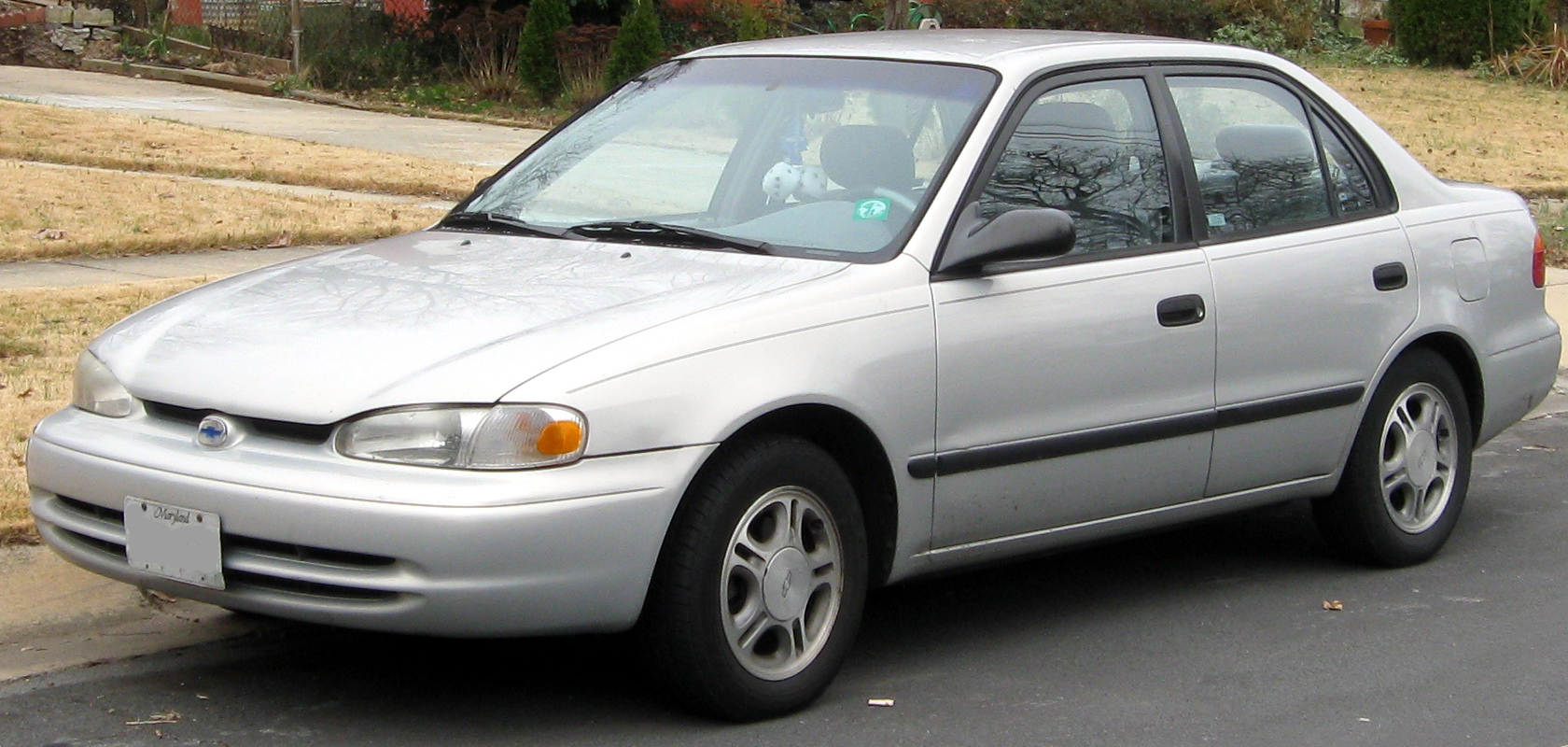
Chevrolet Prizm (1998–2002)

### Geo Spectrum
Der Geo Spectrum (1984 bis 1989; bis 1988 als Chevrolet Spectrum) war ein kleines Modell der unteren Mittelklasse, das vom Isuzu Gemini abgeleitet war. Er besaß einen 1,5 l - Vierzylinder (71 PS/52 kW). Der in Japan produzierte Spectrum wurde in Kanada auch unter der Bezeichnung Pontiac Sunburst verkauft.

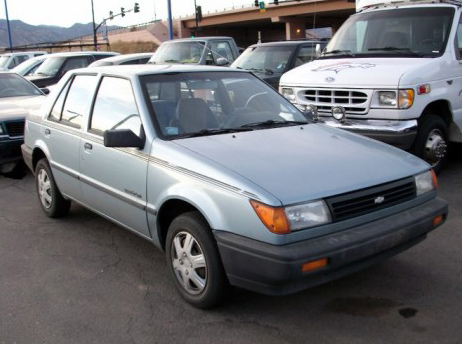
Chevrolet Spectrum
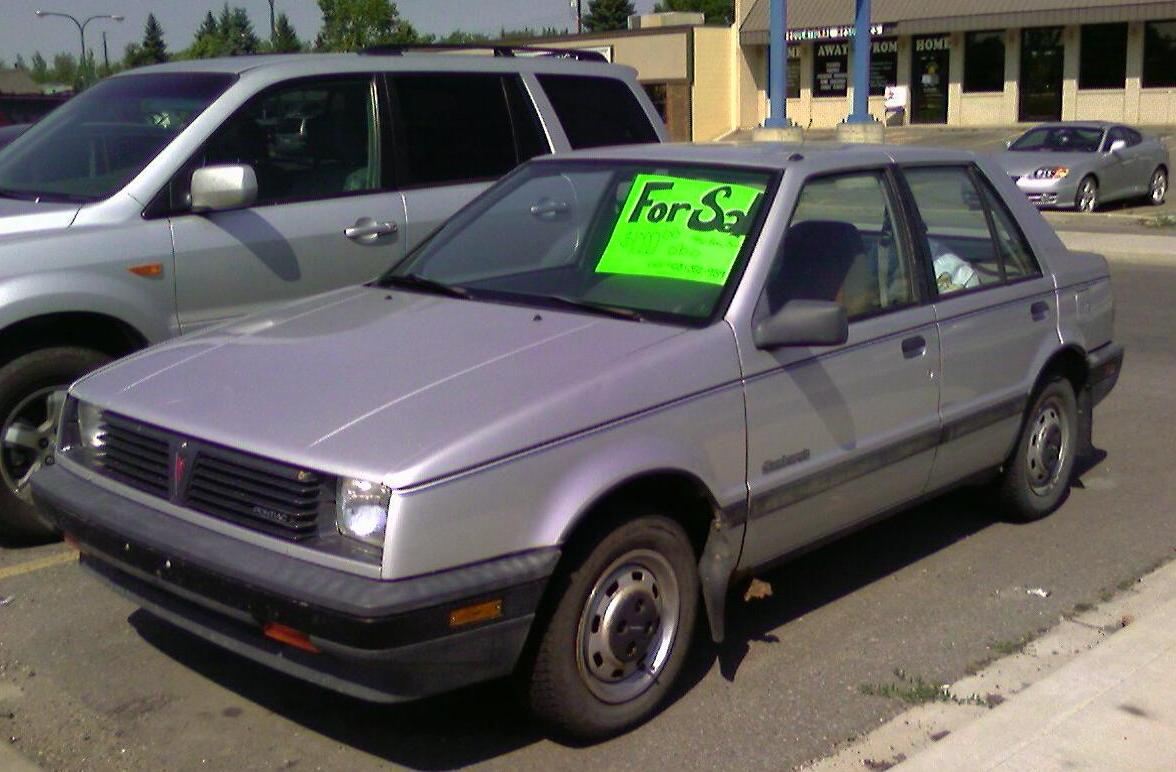
Pontiac Sunburst
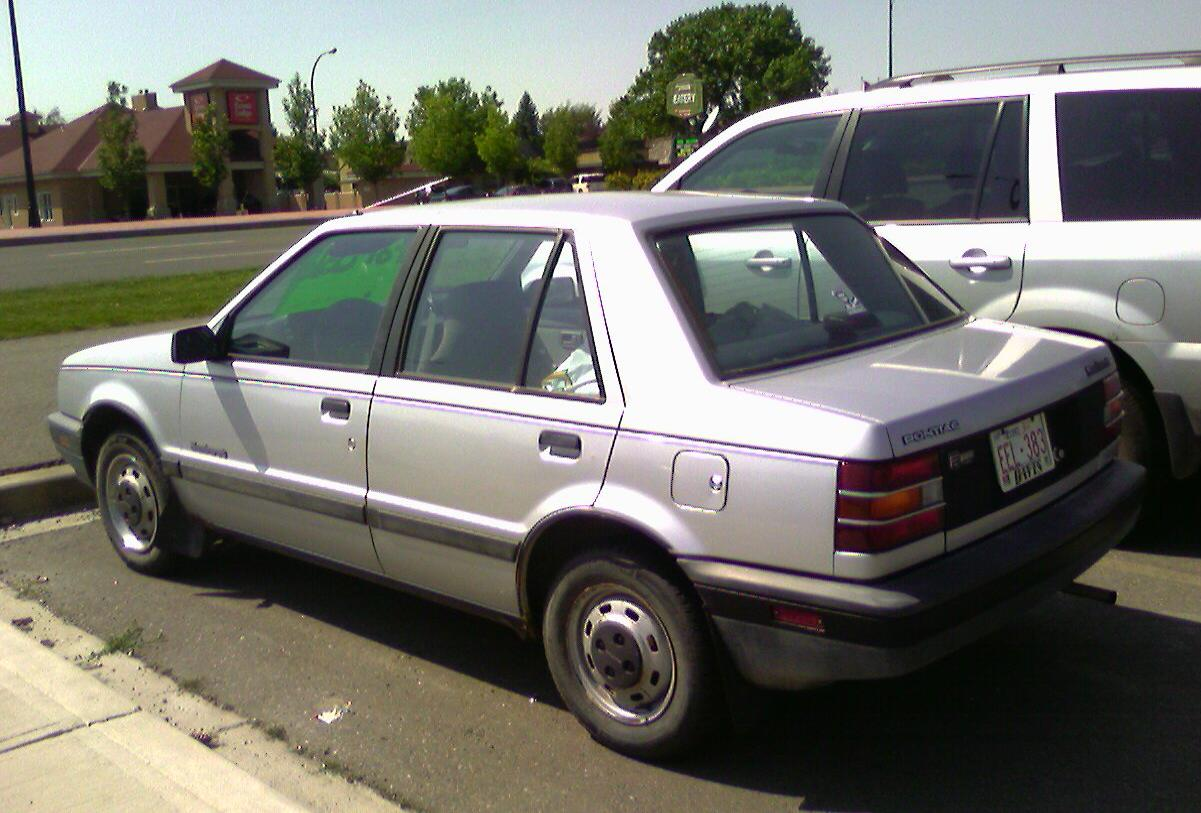
Heckansicht

### Geo Storm
Der Geo Storm (1989 bis 1993), ein kleines 2+2-sitziges Coupé mit Frontantrieb, basierte auf dem Isuzu Piazza bzw. Impulse der letzten Generation. Angeboten wurden ein Fließheck-Coupé und eine Shooting-Brake-Variante mit Steilheck, genannt Wagonback. Die Topvariante der Modellserie stellte der GSi dar. In Nordamerika war ausschließlich ein 1,6-Liter-Triebwerk mit 71 kW (96 PS) oder im GSi 97 kW (132 PS) lieferbar.
1992 wurde der Storm einem kleinen Facelift unterzogen. Dabei entfielen die bislang verwendeten Klappscheinwerfer. Der GSi erhielt einen 1,8-Liter-DOHC-Vierzylinder mit 142 PS (104 kW).

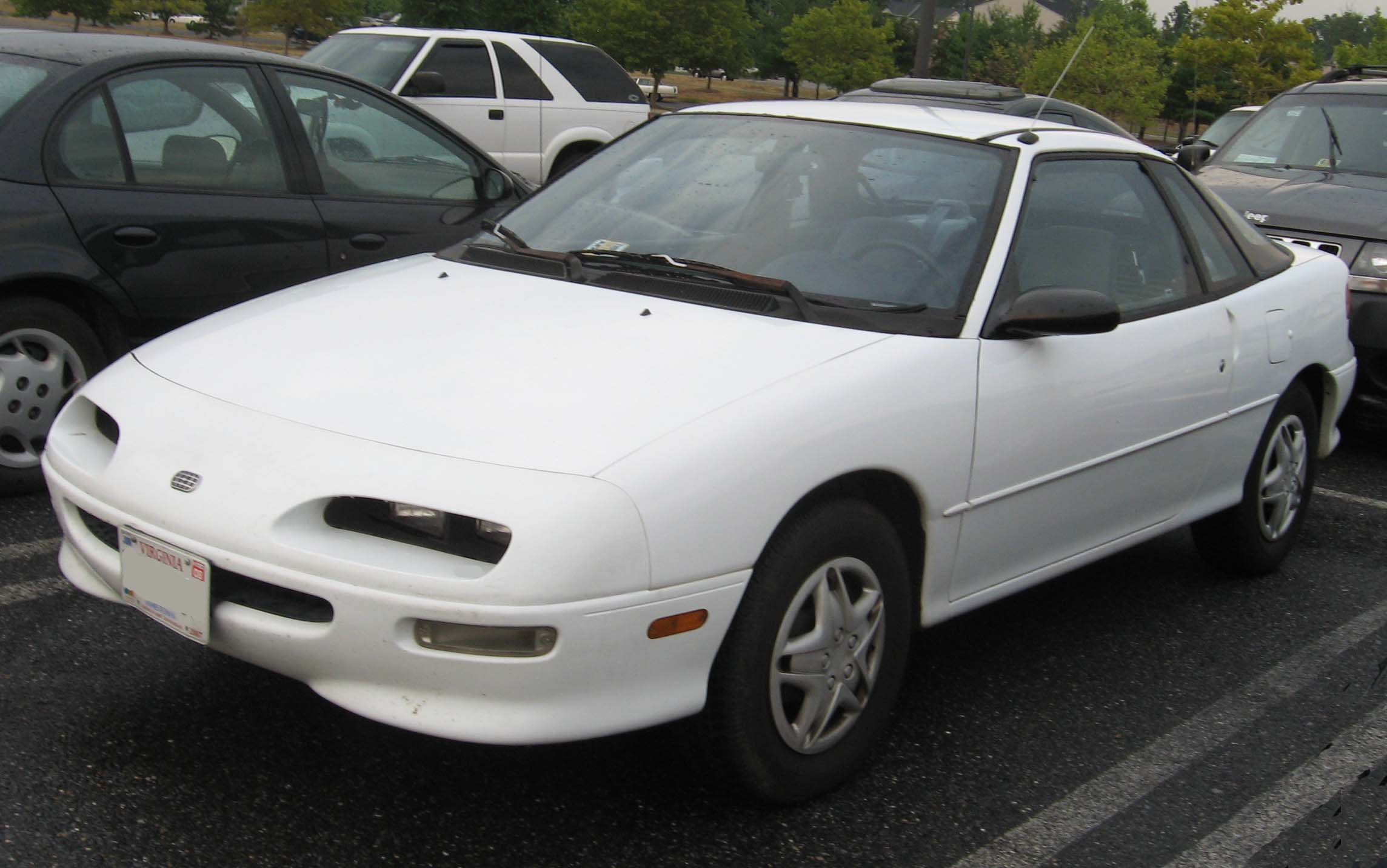
Geo Storm (1989–1993)
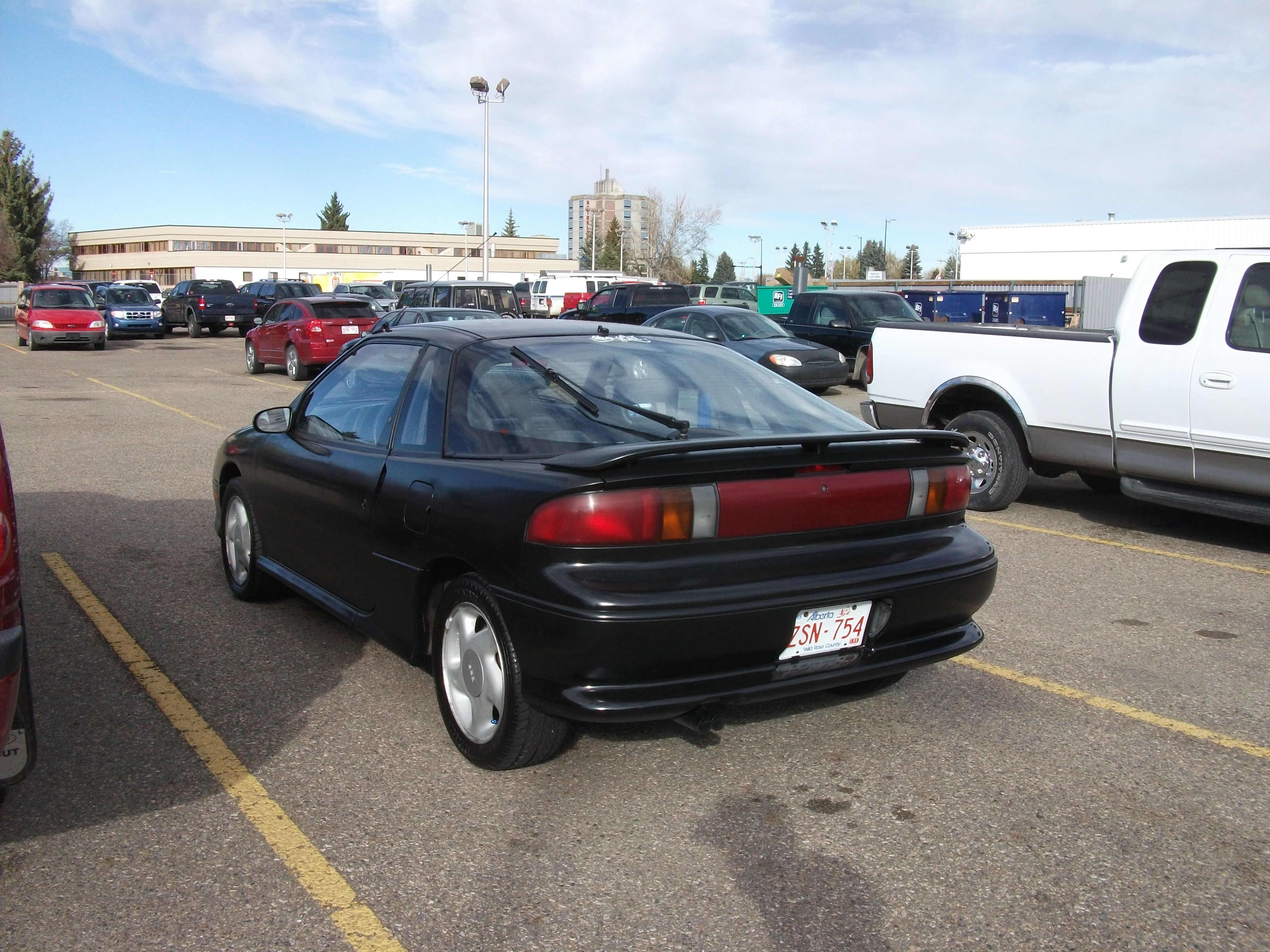
Heckansicht
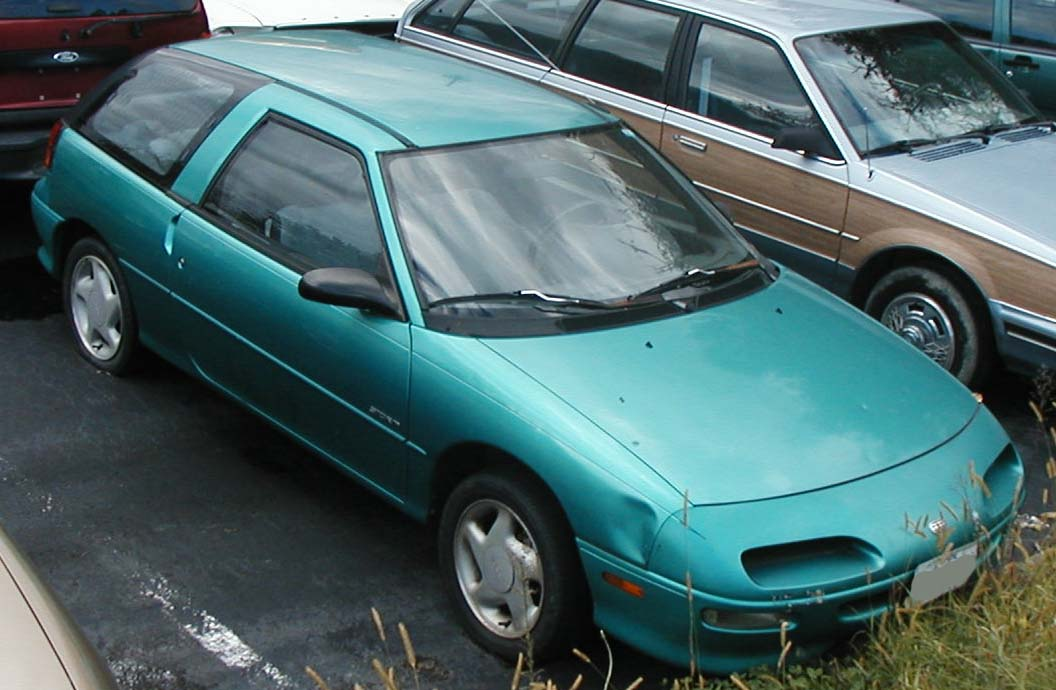
Geo Storm Wagonback (1991–1993)
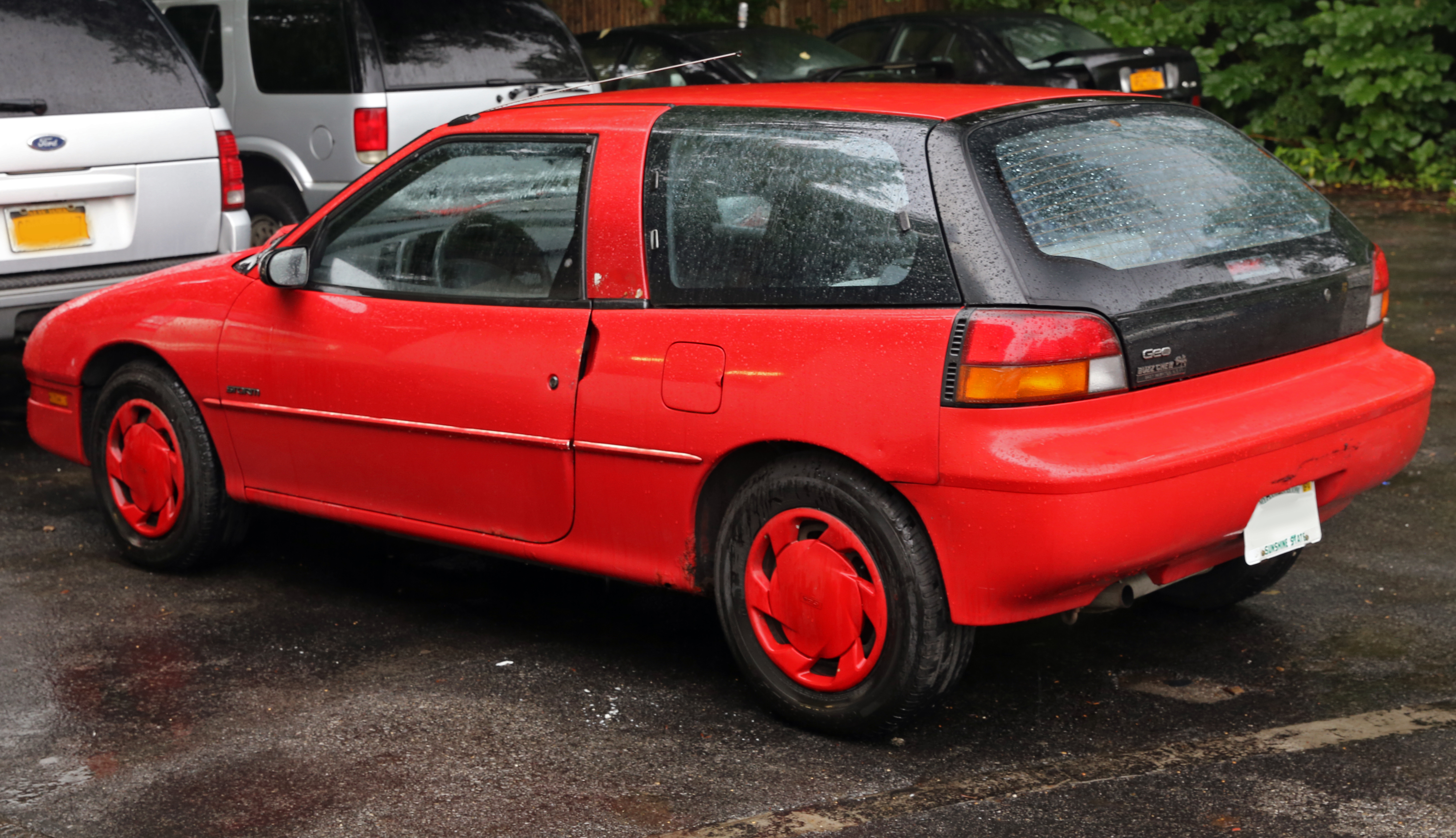
Heckansicht

### Geo Tracker
Der Geo Tracker (1989 bis 2004; ab 1998 Chevrolet Tracker und GMC Tracker) war der einzige Geländewagen der Marke.
Er war ein Ableger des Suzuki Vitara und erfreute sich sehr großer Beliebtheit. Angeboten wurde er als geschlossene Version (Fünftürer) und als Cabriolet (Zweitürer). Beide Modelle gab es einheitlich ausschließlich mit 1,6 Liter-Vierzylinder mit 96 PS (70 kW) oder 82 PS (60 kW). Ab 1998 wurde der neue Tracker wie alle anderen ehemaligen Geo-Modelle auch als Chevrolet verkauft. Er basierte nun auf dem Suzuki Grand Vitara, wurde in Nordamerika aber auch als Suzuki Vitara verkauft.

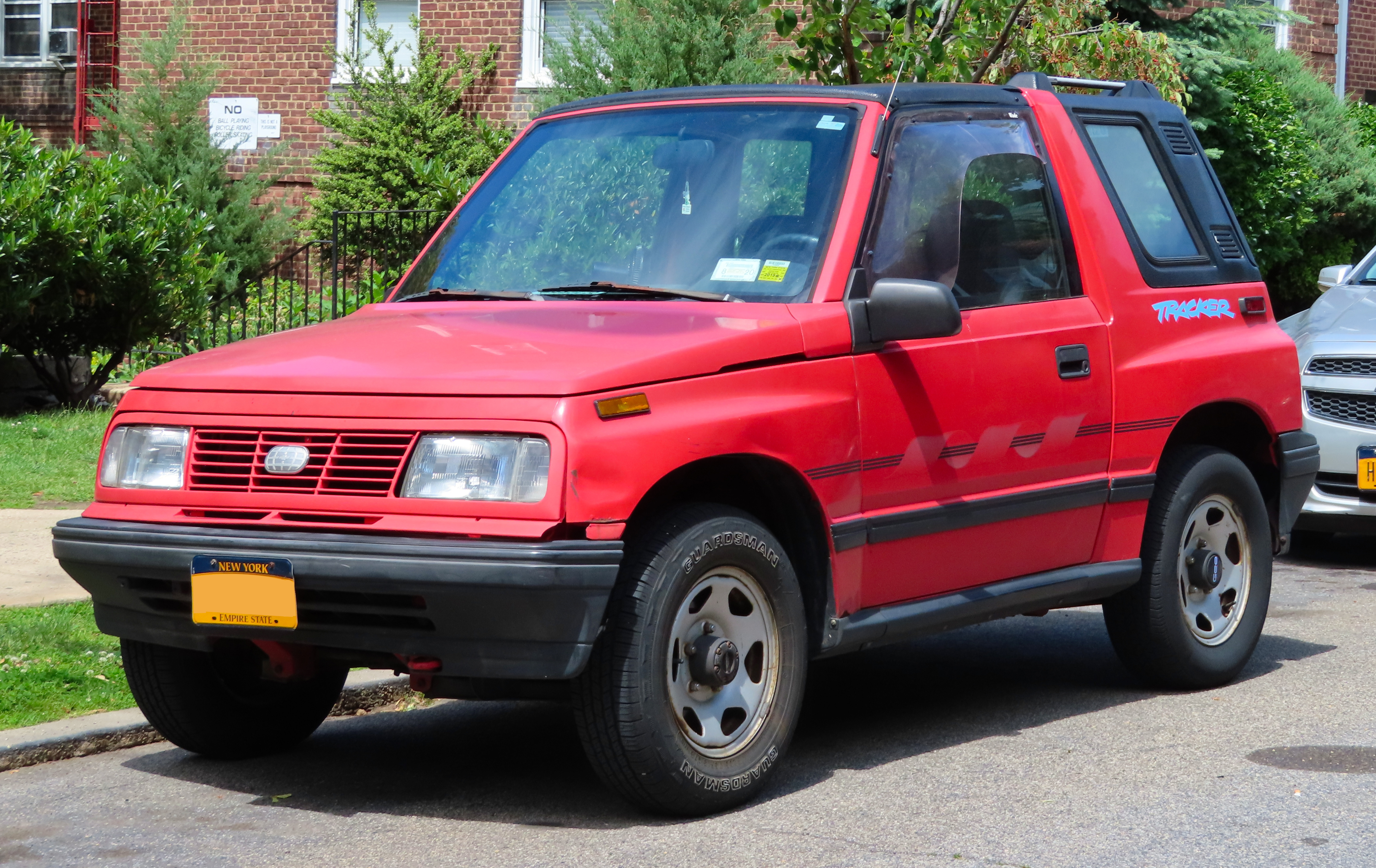
Geo Tracker (1989–1998)
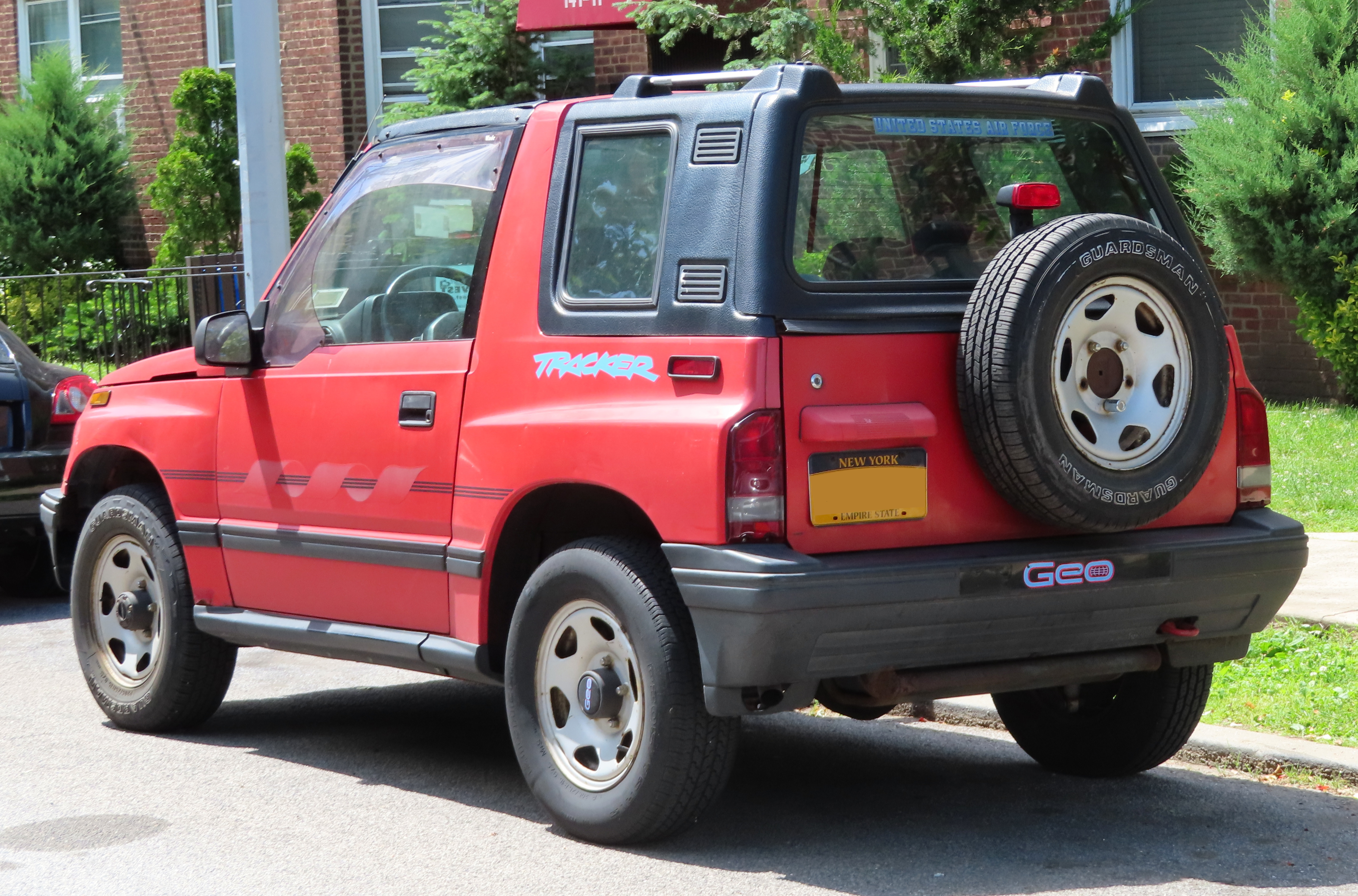
Heckansicht
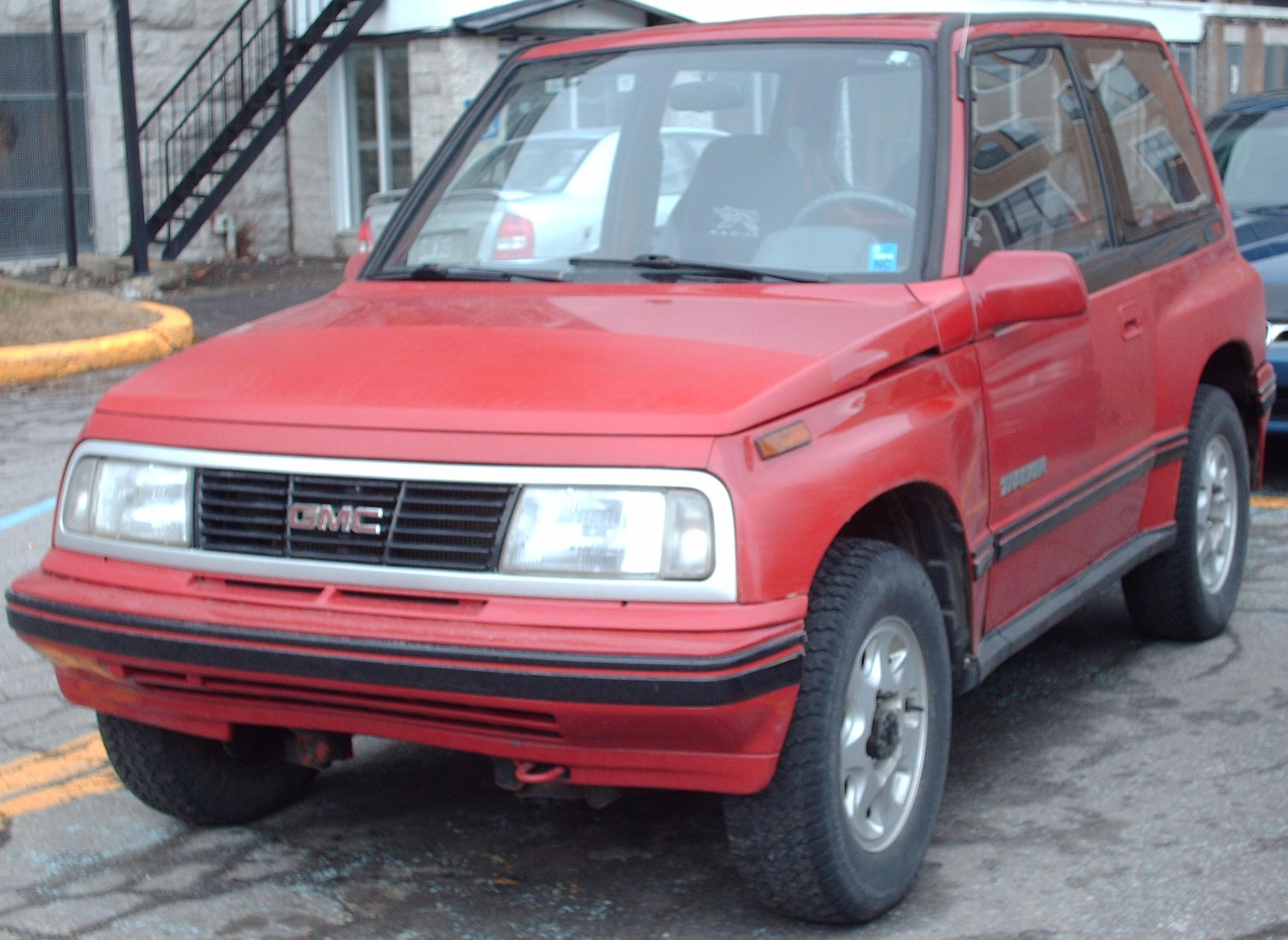
GMC Tracker

## Kanada/Vereinigte Staaten/Mexiko - Modellübersicht
- Geo Metro (1989–1994) = Chevrolet Sprint (1989–1991) = Pontiac Firefly (1989–1991; 1994) = Suzuki Swift (1989–1994)
- Geo Metro (1994–1998) = Chevrolet Metro (1998–2001) = Pontiac Firefly (1995–2001) = Suzuki Swift (1994–1997)
- Geo Prizm (1989–1998)
- Chevrolet Prizm (1998–2002)
- Geo Spectrum (1989) = Chevrolet Spectrum (1986–1989)= ISUZU I-Mark (1989–1992)
- Geo Storm (1989–1993) = Isuzu Piazza (1989–1994)
- Geo Tracker (1989–1998) = Chevrolet Vitara (MEX seit 1989) = Suzuki Sidekick (1989–1999)= Asüna Sunrunner (CDN 1992–1995)= Pontiac Sunrunner (CDN 1995–2004)= Chevrolet Tracker (USA 1998–2004)= GMC Tracker (CDN 1998–2004)
- Chevrolet Grand Vitara (1998–2004)